# مک‌لئود راسل
مک‌لئود راسل (انگلیسی: McLeod Russel) شرکت صنایع غذایی هندی است، که در سال ۱۸۶۹ تأسیس شد.